# Mike Sheridan
Mike Sheridan (født 25. oktober 1991) er en dansk komponist og dj. I september 2008 udgav han debutalbummet I Syv Sind på Playground Music. Han blev nomineret til "Årets Lytterhit" og "P3 Prisen" i P3 Guld og fik også en nominering til Danish DeeJay Awards.
Han har optrådt live en lang række steder, komponeret musik til Alexander Kølpins Sommerballet, medvirket og komponeret Rune Klans Det Blå Show og medvirket i DR2-programmet Den 11. time's spæde begyndelse.
I april 2012 udgav han sit andet album Ved Første Øjekast.

## Diskografi

### Albums
- 2008 I Syv Sind
- 2012 Ved Første Øjekast